# 上越市立牧小学校
上越市立牧小学校（じょうえつしりつまきしょうがっこう）は新潟県上越市牧区にある公立小学校である。略称は牧小（まきしょう）。

## 概要
牧区で唯一の小学校であるため、通学区域は牧区の全域である。児童数は2012年4月現在で67人である。

横浜市立白幡小学校と2001年（平成13年）から交流事業を実施しており、6年生が「体験宿泊学習」での交流を現在も続けている。

学校全体を挙げて30年以上も前からフッ素洗口に取り組んでいる。その成果として全国規模で歯の健康優良校として表彰を受けたり、全国的にも先進的な取り組みとしてNHKの番組『難問解決ご近所の底力』の取材を受けたこともある。

## 沿革

### 経緯
1997年（平成9年）4月1日、牧村立沖見小学校と統合し、現在の牧小学校が開校。

### 年表
- 1873年（明治6年）12月 - 小学国川校として創立。
- 1925年（大正14年）12月 - 国川尋常高等小学校・岩神尋常小学校・宮口尋常小学校の三校を合併し、牧村立牧高等尋常小学校を設立。
- 1926年（大正15年）11月 - 現在地に校舎移転。
- 1931年（昭和6年） - 牧尋常小学校と改称。
- 1941年（昭和16年） - 牧国民学校と改称。
- 1947年（昭和22年） - 牧村立牧小学校と改称。
- 1978年（昭和53年） - 新校舎（現校舎）完成。
- 1989年（平成元年）4月 - 牧村立宇津小学校・牧村立高尾小学校を統合。
- 1995年（平成7年） 4月- 牧村立川上小学校を統合。
- 1996年（平成8年） 4月- 牧村立原小学校を統合。
- 1997年（平成9年） 4月- 牧村立沖見小学校を統合し、村内で唯一の小学校になる。
- 2005年（平成17年）1月1日 - 上越市との合併に伴い上越市立牧小学校に改称。

## 教育方針

### 教育目標
- 進んで学ぶ子
- 仲良く遊ぶ子
- 健康づくりに努めること

### 重点目標
- 自ら考え、最後までやりぬく子どもの育成

## 行事
- 4月：入学式
- 6月：体育大会・6年生修学旅行
- 8月：校内水泳大会
- 10月：校内マラソン大会
- 11月：牧小こども祭り（文化祭）
- 2月：牧小こども雪祭り
- 3月：卒業式